# Lars Rebien Sørensen
Lars Rebien Sørensen (født 10. oktober 1954) er en dansk erhvervsmand og tidligere direktør for Novo Nordisk A/S og nuværende bestyrelsesformand for Novo Nordisk Fonden (fra 2018) og Novo Holdings A/S (fra 2018).
Han havde posten som administrerende direktør for Novo Nordisk fra 2000 og frem til udgangen af 2016, hvor han blev efterfulgt af Lars Fruergaard Jørgensen.
Første juli 2018 indtrådte Lars Rebien Sørensen som bestyrelsesformand for Novo Nordisk Fonden. Fonden ejer aktiemajoriteten i Novo Nordisk, Novozymes, NNIT (Novo Group) og er investor i over 80 virksomheder inden for Life Science datterselskabet Novo Holdings, der er 100 % ejet af Novo Nordisk Fonden.
Lars Rebien Sørensen er forstkandidat fra Den Kgl. Veterinær- og Landbohøjskole i 1981 og har en HD i udenrigshandel fra Handelshøjskolen i København i 1983.
Han blev ansat i Novo Nordisk i 1982 inden for marketing af enzymer og udnævntes i 1989  til salg- og marketingdirektør for virksomhetens enzymforretning. Indtrådte i koncerndirektionen i maj 1994 og fik i december samme år særligt ansvar for medicinforretningen. Da enzymforretningen i 2000 blev skilt ud i Novozymes, overtog han posten som administrerende direktør for Novo Nordisk efter Mads Øvlisen. I 2017 afløstes Rebien Sørensen af Lars Fruergaard Jørgensen. Ved sin aftrædelse modtog han et "gyldent håndtryk" på 65,7 millioner kroner. Hans løn i 2016 var på 22,7 millioner kroner.
I både 2015 og 2016 kårede Harvard Business Review Rebien Sørensen som  den bedst performende topchef i verden.
Han har siddet i repræsentantskabet for Danmarks Nationalbank og i bestyrelsen for Axcel Management A/S, Thermo Fischer Scientific Inc. (USA), Essity AB (Sverige), Jungbunzlauer Suisse AG (Schweiz) og Novo Holdings A/S.

## Tillidsposter og bestyrelsesposter
Lars Rebien Sørensen er medlem af følgende bestyrelser:
- Novo Nordisk Fonden - Bestyrelsesformand
- Novo Holdings A/S - Bestyrelsesformand
- Axcel Management A/S - Næstformand
- Thermo Fischer Scientific Inc. (USA) - Bestyrelsesmedlem
- Essity AB (Sverige) - Bestyrelsesmedlem
- Jungbunzlauer Suisse AG (Schweiz) - Bestyrelsesmedlem

## Privatliv
Lars Rebien Sørensen er gift med Charlotte Idin Sørensen, og sammen har de tre børn.